# 国际社会主义团体
国际社会主义团体（英語：International Socialist Group，缩写为ISG）是英国的一个已不存在的托洛茨基主义组织。该组织成立于1987年5月9日，由“国际团体”和“社会主义团体”合并而成。2009年7月，该组织解散，并入社会主义抵抗。该组织的意识形态是生态社会主义、托洛茨基主义。该组织曾是第四国际的支部。该组织曾派代表出席欧洲反资本主义左翼的会议。